# 安化王之乱

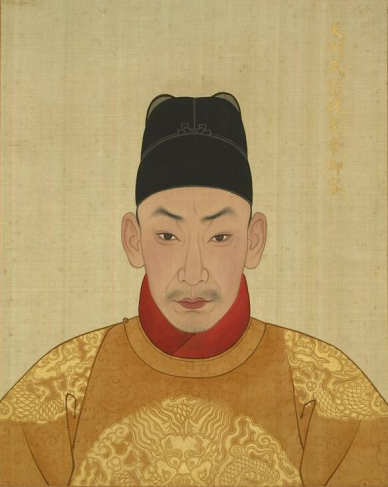
明武宗画像。

安化王之乱是1510年5月12日到30日期间明朝皇室成员安化王朱寘鐇发起的反抗明武宗的叛乱。安化王之乱是明武宗年间两起宗室叛乱之一，早于1519年的宁王之乱。

## 背景
弘治五年（1492年），封地在今陕西的安化王朱秩炵去世，其孙朱寘鐇作为安化王长孙（“长孙”为明朝郡王孙辈继承人的封号）在弘治十五年（1502年）正式袭爵。朱寘鐇觊觎帝位，招募了一批忠诚支持者宁夏指挥周昂、千户何锦、丁广、卫学诸生孙景文、孟彬、史连等在自己周围。
明武宗登基后，宦官刘瑾开始掌权，发起一系列税收改革增加国家收入。正德五年（1510年）3月，大理少卿周东等一批官员被派到宁夏度田、实行刘瑾新设的军队税，因周东谄媚刘瑾，敛财很多，竟将五十顷当作一亩计算。驻宁夏的士兵愤恨于有关惩罚逃税者的命令。巡抚都御史安惟学屡次杖责折辱士兵妻子，将士恨他入骨。分守参议侯启忠也来催促征税，人情大为纷扰。朱寘鐇见有机可乘，开始与不满的军官谋反，令孙景文请他们饮酒并出言刺激，武将们多愿意追随朱寘鐇。朱寘鐇又令人结交平虏城戍将及素日所厚待的千户徐钦（或误作张钦）等人。正好边地有敌情，参将仇钺、副总兵杨英率军出防，总兵官姜汉选锐卒申居敬等六十人为牙兵，令周昂领之，周昂于是与何锦秘密定约，与丁广合谋，让朱寘鐇借宴请之机杀掉周东等官员们，夺其符印，传檄起兵。朱寘鐇大喜。

## 作乱
1510年5月12日夜，朱寘鐇邀请来宁夏的官员们赴宴，周东、安惟学推辞没到。酒酣，何锦、周昂率牙兵入内，仪宾韩廷璋等率伏兵杀出，在座上杀赴宴的太监李增、少监邓广等人，擒住姜汉，姜汉奋起怒骂不屈，也被杀。朱寘鐇自此开始作乱。次日，丁广等叛兵受命在公署杀周东、安惟学。安惟学临死前，都指挥佥事杨忠在其身侧，骂丁广，也被杀。杨忠同僚李睿闻变，骑马到安化王府，府门关闭，李睿进不去，大骂，被叛军所杀。百户张钦不随同作乱，逃到雷福堡，也被杀。侯启忠被叛军擒住囚禁。
朱寘鐇焚烧官府及文书，释放囚徒，抢劫库藏，撤掉黄河西岸的渡船，遣人招杨英、仇钺，二人都假装同意了。侯启忠逃跑藏匿，又被抓获囚禁。徐钦引兵入城，伪造印章旗牌。杨英当时出屯杨显堡，率众守王宏堡，军众闻变溃散，杨英奔灵州。仇钺当时驻扎在城外玉泉营，本来想逃走，因担忧仍在宁夏的妻儿，而加入叛乱，引兵入城，解甲觐见，朱寘鐇夺取了他的军队给各营，出金帛犒劳将士。朱寘鐇任何锦为讨贼大将军，周昂、丁广为左、右副将军，孙景文为先锋，徐钦为先锋将军，魏镇、杨泰等七人为总兵都护，朱霞等十一人为总管。他让孙景文作檄文、命令，抄写数百份，批判刘瑾的贪腐之罪，传檄四方诸镇，称自己作乱是要清君侧驱逐刘瑾。他的同谋者只有周昂等十八家及安化府中人。
分守宁夏西路的参将冯祯及协守广武营指挥佥事孙隆等骑马告变。陕西总兵曹雄闻变，率兵沿黄河堵截，遣孙隆将大、小二坝柴草尽皆焚毁，派遣指挥使黄正以三千兵进入夏州、镇守灵州，安定军心，发檄文要杨英督灵州兵防守黄河。一些军镇因畏惧刘瑾，不敢上报朝廷。右佥都御史巡抚延绥黄珂封好朱寘鐇的檄文上告，并上书言八事。朱寘鐇遣魏镇等利诱广武营，被孙隆用弓箭神枪击退。曹雄亲自率兵到灵州。相邻的军官都指挥韩斌、总兵官兴武营守备保勋、参将时源都响应曹雄号召，派兵会合曹雄。黄珂急令保勋、时源分兵扼河东，叛军不敢出。
朱寘鐇作乱期间，关中大震，内外危惧，刘瑾出于害怕，藏匿其檄文，还将以檄文示人的指挥徐鲲问罪判斩刑、全家戍边；出理延绥屯田的左通政丛兰奏陈十事，被刘瑾厌恶严责。当时延绥总兵署都指挥佥事马昂屡被弹劾，武宗已命给事中蔡佑查勘，因朱寘鐇作乱，此事中止。刘瑾矫诏改心腹户部侍郎陈震为兵部侍郎兼佥都御史，暂行总制事，讨伐朱寘鐇。当时众人推举右都御史杨一清提督军务，刘瑾无奈附和，认为杨一清肯定推辞，希望陈震成功。武宗起用杨一清总制宁夏、延绥、甘、凉军务，讨伐朱寘鐇。以太监张永总督宁夏军务。升时任协守宁夏副总兵都指挥佥事的杨英为右府署都督佥事，挂印充总兵官，发延绥官军一千五百人归其统领，以时任镇守宁夏游击将军都指挥佥事仇钺充副总兵官，灵州守备都指挥佥事史镛充游击将军。仇钺也是杨一清以前的部将。当时传言仇钺已经投降叛军，朝臣们又想追回敕书。大学士杨廷和认为仇钺不会叛变，加官正好使他更忠于朝廷，不可以追回敕书把良将送给敌人，并起草赦免诏书，请求提拔仇钺，离间叛党。保勋与朱寘鐇联姻，被怀疑为外应，但也被朝廷商议用为参将讨伐叛军。保勋上疏陈说母亲和妻儿都在叛军中，愿意不顾家庭讨伐叛军。都指挥佥事保勣当时骑马告变，被兵部认为勇略素著且志节可嘉，得实授充右参将、分守宁夏东路，赐敕书奖励。马昂仍被罢免。武宗令廷议朱寘鐇之罪，兵部与英国公张懋等商议削去其封爵，选命武将一人与杨一清同讨叛军，推举泾阳伯神英充总兵官。武宗同意派官员去宗庙，革除朱寘鐇王爵，以神英佩平胡将军印，充总兵官，与杨一清节制京营及陕西、宁夏、延绥、甘凉各路军马讨叛军。武宗大赦天下，削朱寘鐇属籍。御马监太监陆訚受任管领神枪，与张永都被赐诏书可选京营军精壮者三万人出征，武宗并令御史一人随军纪功，户、工二部各差官一人整理粮饷器物。武宗着戎服在东华门送杨一清、张永等，赐关防、金瓜、钢斧，因兵部指出没有过总督军务太监关防，给张永的关防是特赐的铸金的，宠遇很盛。
此乱的第一场大战于5月21日在200名在弓箭手陪同下的官军和黄河边守卫船只的叛军之间发生。叛军战败，官军俘获其船只和武器。杨英令史镛夺取黄河西岸船只，都停在东岸，在河东扎营，并秘密派仆人让仇钺为内应，曹雄也让史镛秘密写信给仇钺要他从中举事。仇钺见朱寘鐇无远略，自从军队被夺，就称病回家，秘密招募忠于皇帝的壮士。何锦等相信仇钺，经常问计，仇钺装作推心置腹，更故意派人出城，回来就误报官军动向说官军一夜间就到了，误导朱寘鐇和何锦、丁广出兵守渡口防止官军渡河。朱寘鐇害怕，派何锦与丁广率都指挥郑卿等三千人都倾营而出守渡口大坝，只有周昂留守。朱寘鐇派使者以祃牙（古时出兵行祭旗礼）为名召仇钺，仇钺称病。周昂来探病及问计，仇钺引诱周昂进入卧室，由仆人陶斌、来得用铁骨朵将其击杀，斩其首级，仇钺又披挂上马出门指挥壮士杨真等百余人去安化王府击杀朱霞、孙景文、史连等十一人，生缚朱寘鐇及其子朱台溍、仪宾谢廷槐、韩廷璋及党羽李蕃、张会通等，当时是30日。叛乱告终。
仇钺迎接杨英的军队，传朱寘鐇令召何锦等还，又秘密告谕其部曲自己生擒朱寘鐇的情状，遣古兴儿密告郑卿让他反正。何锦正回师时，郑卿等即以所部兵击杀胡玺、魏镇等十余人，又去河口擒杀刘钺、姜永，叛军大溃，何锦、丁广、徐钦、杨泰、王辅单骑逃入贺兰山，被逻卒所获。申居敬等也被擒。

## 后果
庆王朱台浤虽曾被朱寘鐇强索宝纛等物、欲上奏又被其阻止，得到武宗怜悯慰劳，但因曾对朱寘鐇稽首行君臣礼，诏削护卫，革俸禄三分之一，其承奉、长史贬谪戍边，请求恢复禄米，不获准，后虽一度遇赦恢复，但嘉靖三年（1524年）再被重提此罪，废为庶人。
而协助平乱的功臣们则获得财物奖赏，姜汉因儿子姜奭上奏，得诏赐祭葬，加祭一坛，由有司造坟安葬，姜奭请求承袭榆林卫原职，获准，且被任为比原职上升一级的管事。曹雄的军队在朱寘鐇兵败后两天才到，曹雄奏捷冒功。曹雄子曹谧是刘瑾从女婿，刘瑾出于私心归功曹雄，曹雄被进为左都督，曹谧也得官为千户，而仇钺起初没有得到特别的封赏，巡按御史阎睿为他表功，反被指责越职上奏，遭夺俸三月。曹雄不安，引咎自劾，推功于诸将，得武宗降旨慰劳。冯祯进署都指挥同知。吏部尚书李东阳加特进、左柱国。李东阳、仇钺等都获赐白金、彩锦若干。陈震先前奉命去宁夏督粮调兵，此时得敕书奖励令回京。武宗还以平此乱之机大赦，使得之前被贬为戍卒的安国和刘大夏被放还；并为其母张太后上尊号慈寿皇太后。杨一清、神英、张永虽被派去平乱，但在乱平后才到。神英奉命班师。陈震正解送朱寘鐇等人到京师，杨一清认为罪分主谋、胁从等，如果一律解送，可能都会被处死，骑快马前去安抚、阻止，将这些人都囚禁在灵州，共被捕一千余人，杨一清释放了一百余人。张永率五百骑抚定叛军余党。杨、张并奉命护卫朱寘鐇宫眷及械送何锦等家属到京；胁从作乱者都宽恕，由刘瑾传旨告谕宁夏官员军民并抚恤遇难家庭；纪功御史也被令回京报功。杨一清就地就职。刘瑾本欲延缓献俘日期再借献俘之机擒拿张永，张永却提前回京，武宗戎服御东安门，文武大臣候于桥东。张永将朱寘鐇及家属一十八人献俘，何锦及从乱者数百人都被反绑由东华门押送入内。武宗以酒慰劳张永。先前杨一清和张永已商定将叛乱归咎于刘瑾，张永将朱寘鐇的檄文给武宗看，并奏杨一清所奏刘瑾不法行为十七件事。1510年9月16日，刘瑾被捕，六科给事中谢讷、十三道御史贺泰等奏称刘瑾的行为给朱寘鐇作乱借口；刘瑾之前所更改的政令都被取消，本人于27日被凌迟处死。刘瑾倒台后，徐鲲被复职，朝廷重新论功，仇钺封咸宁伯，岁禄千石，被授予世券（铁券）；杨廷和进少傅兼太子太傅、谨身殿大学士，一子得官中书舍人。提督西厂谷大用兄谷大宽封高平伯，代掌司礼监魏彬弟魏英封镇安伯，掌东厂马永成兄马山封平凉伯。何锦、丁广、杨泰、徐钦等十一人都在闹市凌迟处死。朱寘鐇宫眷于凤阳高墙囚禁，其余人送浣衣局；申居敬等五十五人及亲属孟继祖等三十八人都处斩，幼儿及家属一百九十人都谪戍边远，妇女随同住。申居敬等六十一人是姜汉所选的士兵，其实没有从乱，是被抚巡官诬告为叛党并归功于其部下都督佥事蓝敬等而被杀。以平乱之功赏宁夏城官军各银一两。指挥佥事谷本、正千户朱安解送叛党指挥冯经等七人，指挥佥事王瓛解送何锦等家属三百三十余人，都被升一级、赏紵丝衣服一袭、钞千贯，谷本、王瓛升指挥同知，朱安升指挥佥事。加张永禄米每年四十八石、赏银五百两、紵丝五十表里；陆訚禄米十二石；杨一清加太子少保、银五十两、紵丝五表里。杨英所部在平乱时斩获最多，杨英等人也受赏。陕西巡按御史周廷徵奏请对宗室子弟严加教养，以免重蹈朱寘鐇覆辙；并奏及仇钺、张永、曹雄功一等、郑卿等功二等、韩斌等功三等。张永兄张富、弟张容都被封为伯爵；兵部升杨英、郑卿三级，韩斌等及有功官军一等者升二级，随从及二三等者升一级。曹雄因已获罪下狱，没能受赏。镇守太监张弼、巡抚都御史马炳然及周廷徵也因有功受赏，赏张弼银三十两、紵丝二表里，周廷徵银十两、紵丝一表里。朝廷并对杨忠、李睿、张钦等赠官、荫官，表杨忠、李睿为忠烈之门，张钦为忠节之门。杨忠、李睿之子袭官职升二级，张钦子袭官职升一级，各赐祭祀。令镇巡官谕官军人等知悉。以遭乱为由免宁夏采办沙豹等物。随征宁夏官军都指挥卢福胜等五百一十五人获赐银绢布有差。后来杨英自述平乱之功，又得以升为都督同知。因谢讷弹劾安惟学激化民变有罪，安惟学子安弘嗣为其请得祭葬待遇一度被停止，后又恢复。
明武宗令诸王等商议处置朱寘鐇。沈王朱幼㙾、秦王朱惟焯等都认为朱寘鐇应该和子孙一起弃市以谢祖宗。奏书到后，又下法司会同百官详议，最后请求将朱寘鐇押赴文华门外，由武宗亲自问讯。武宗御文华殿，皇亲、公侯、驸马、伯、府部大臣及六科十三道依次跪奏称朱寘鐇大逆不道，请求按诸王商议将其正法。武宗同意，仅念朱寘鐇是宗室，令其自尽，焚弃其尸。于是朱寘鐇在被长期囚禁后，于正德六年（1511年）3月14日获赐死以免于被处决，尸体被焚弃。其子孙朱台溍等五人严密囚禁于西内。后朱寘鐇诸子、弟亦被剥夺皇室身份并处死。朱寘鐇孙朱鼒材因被冒名而得以脱身，后因事自首，被武宗从轻发落囚禁凤阳高墙。
因张永所奏，安化王府随侍百户旗军九十一名改拨食粮当差，家丁三百余名随营居住，其中逃跑和去世二十一名勾销。后朱寘鐇家人三十五户也被发配充军。
后来宁王之乱时，杨廷和举朱寘鐇的例子建议武宗颁降诏书大诰天下，未果。